# Dieter Jansen
Dieter Jansen (Amsterdam, 17 september 1969) is een Nederlandse acteur en stemacteur.

## Jansen als stemacteur
Jansen is onder andere bekend van de Tweenies, waarvoor hij de stem van Jake verzorgde. Tevens deed hij de Nederlandse stem van Tyson in Beyblade en Edd in Ed, Edd n Eddy, Chicken in Cow and Chicken, de eekhoorn van de Tuttels, het aapje Boots van Dora, Numbah 2 in Kids Next Door, Joey in Yu-Gi-Oh!, Hoodsy en Decaan Miller in As Told by Ginger, Roger in Juniper Lee, Frank in De Koala Broertjes en Minimus in Atomic Betty. Hij sprak ook zijn stem in ten behoeve van enkele reclameboodschappen, onder andere van McDonald's en Kellogg's.
In de bioscoop was Jansen te horen in Disneys Dinosaur, Monsters en co. en Madagascar.
Hij was tevens de stem van RedCat voor het bedrijf Davilex. RedCat was een serie educatieve softwareprogramma's voor de jeugd. Verder sprak hij ook de stem in van George Wemel in enkele Harry Potter-spellen.
Samen met Stan Limburg en Anneke Beukman is Jansen de grondlegger geweest van Samen1Stem. Samen1Stem is de grootste belangenvereniging voor stemacteurs van Nederland.
In 2013 verhuisde Jansen naar Los Angeles. Door zijn medewerking aan de serie The new Mr Peabody and Sherman Show van DreamWorks was hij de eerste Nederlandse stemacteur die een rol in een originele Amerikaanse tekenfilm wist te bemachtigen.

## Nasynchonisatie

### Stemmen in films
- Yogi Beer – Boo boo
- Madagascar – Mort
- Madagascar: Escape 2 Africa - Mort
- Madagascar 3: Europe's Most Wanted - Mort
- Penguins of Madagascar - Mort
- De Smurfen – Lolsmurf, Gekke Smurf
- De Smurfen 2 – Lolsmurf, Gekke Smurf
- The Smurfs: A Christmas Carol - Lolsmurf
- Shrek Forever After - Baba, Billenbroek
- Dinosaur – Zini
- Piratenplaneet: De Schat van Kapitein Flint – Onus
- Monsters en co. - Overige stemmen
- The Incredibles - Overige stemmen
- WALL-E – M-O
- BURN-E – M-O
- Barbie als Rapunzel (2002) – dunne soldaat
- Barbie als de Prinses en de Bedelaar (2004) – Midas
- Barbie: Fairytopia (2005) – Vrolijke trollen
- Barbie en de Drie Musketiers (2009)
- Barbie als de Eilandprinses (2007) – Nat

### Stemmen in televisieseries
- De Smurfen – Lolsmurf, Kleermakersmurf, Wilde Smurf, Niemandsmurf
- Tuttels – De Eekhoorn
- Tweenies – Jake
- Ed, Edd n Eddy – Edd
- Cow and Chicken – Chicken
- Dexter's Laboratory – Mandark
- Johnny Bravo – Carl
- De Boze Bevers – Bing
- Mijn Sportvriendje is een Aap – Jake
- De Wonderlijke Wereld van Gumball – Banaantje Joe/Mr Robinson
- Dora the Explorer – Boots
- Danny Phantom – Vlad Masters/Vlad Plasmius, Klemper
- De Grimmige Avonturen van Billy en Mandy – Billy
- Yu-Gi-Oh! – Joey
- As Told by Ginger – Hoodsy, Decaan Miller
- The Mighty B! – Benjamin
- Juniper Lee – Roger
- Koala Broertjes – Frank
- Ben 10 – Sublimino
- Ben 10: Alien Force – Cash Murray, Ken, DNAliens, Forever Knights
- Atomic Betty – Minimus
- De Vervangers – Buzz Winters
- My Little Pony: Vriendschap is betoverend – Braeburn, Diamond Dog, Soarin'
- Schaap in de Grote Stad – Simon de snelle Tienerracer
- Big Time Rush – Producer van Hall of Fame
- Metal Fight Beyblade – Ryuga
- Fantastic Four – Impossible Man
- Codename: Kids Next Door – Nummer 2

## Jansen als acteur
Jansen beleefde zijn tv-debuut met de rol van Jan van Ede in de soap Goede tijden, slechte tijden. Daarna heeft hij nog in verschillende televisieseries gespeeld, zoals Villa Borghese, Flodder, Vrienden voor het leven, De Sylvia Millecam Show, Onderweg naar Morgen, De Victorie en Voor hete vuren. Voor de kinderzender Nickelodeon was hij elke woensdagmiddag te zien als presentator in Wensdagmiddag. Wensdagmiddag was een live televisieprogramma dat Jansen presenteerde samen met onder anderen Everon Jackson Hooi, Aukje van Ginneken en Judith Pronk.
In het theaterseizoen 2004/2005 speelde Jansen in het blijspel De tante van Charlie, met verder onder anderen Jon van Eerd, Maarten Wansink, Nienke van Hassel en Pamela Teves. Hierin speelde hij de rol van Charlie Wijckerham. In het theaterseizoen 2005/2006 speelde hij de grobbebol Geeltje in de musical TiTa Tovenaar in het Efteling-theater. In 2009 was hij te zien in de tv-serie De co-assistent in een gastrol: Karel van Kessel.
In 2010 speelde Jansen een rol in de korte film Triade, waarna hij met de regisseur en goede vriend Melvin Simons MND-Films oprichtte.
Verder was Jansen te zien in Vox Scripta van Wie van den Ende voor de stichting Lezen en schrijven, die drie prijzen in de wacht sleepte op het Filmfestival in Utrecht, in de Steven de Jong-productie Snuf en het spookslot (in de rol van hoofdinspecteur) en in een kleine rol in de film Quiz van Dick Maas.

## Filmografie

### Film
- Quiz – Paparazzi
- Vox Scripta – Dhr. Schaapsma
- Oerdrift – Jeroen
- Liquid Sand Tissue – Will
- De Ark – George
- Triade – Kees Kramer
- Snuf en het spookslot – hoofdinspecteur

### Televisie
- De co-assistent – Karel van Kessel
- De Wensdagmiddag – presentator
- Voor hete Vuren – Tom
- De Victorie – Piet
- De Sylvia Millecam Show – Rozenjongen
- Onderweg naar Morgen – Peter
- Vrienden voor het leven – Pizzakoerier
- Flodder – Tenniskakker
- Villa Borghese – Rick
- Goede tijden, slechte tijden – Jan van Ede
- Koen Kampioen – Job van de Brink

### Theater
- De tante van Charlie – Charlie Wijckerham
- TiTa Tovenaar – Geeltje de Grobbebol
- Tanchelijn – Wiebel
- De Draak – Burgemeester
- Vlees en Bloed – Ricky
- De Watermachine – ?